# Brit Morgan
Brit Morgan, all'anagrafe Brittany Morgan Dengler (Marlton, 24 settembre 1987), è un'attrice statunitense.

## Biografia
Nata e cresciuta a Marlton nel New Jersey, esordisce nel 2007 partecipando ad un episodio della serie televisiva Greek - La confraternita. Dopo vari e piccoli lavori televisivi, nel 2008 recita nel ruolo di Lacey Thornfield nella serie The Middleman.
Tra il 2010 e il 2011 interpreta viene il ruolo di Debbie Pelt nella terza e quarta stagione della serie televisiva True Blood.
Inoltre ha partecipato in Graceland, nota serie tv.
Nel 2012 ha interpretato The Frozen, thriller psicologico di Andrew Hyatt in cui la Morgan è protagonista assieme a Noah Segan.
Sempre nel 2012 è ha partecipato alla decima stagione di Due uomini e mezzo, recitando la parte di un interesse amoroso di uno dei protagonisti, Walden, che nel telefilm è interpretato da Ashton Kutcher.
Ha partecipato ad episodi di molti altri telefilm quali Shameless, Southland e alla commedia romantica She Wants Me.
Nel 2015 ha interpretato Olivia nel film horror Friend Request - La morte ha il tuo profilo di Simon Verhoeven.
Dal 2018 fa parte del cast della serie della The CW Riverdale nel ruolo di Penny Peabody.

## Filmografia

### Cinema
- The Donor Party, regia di Thom Harp (2023)

### Televisione
- Cold Case - Delitti irrisolti - serie TV, episodio 6x16 (2009)
- Due uomini e mezzo - serie TV, episodio 10x01 (2012)
- The Mentalist - serie TV, episodio 7x02 (2014)
- Criminal Minds - serie TV, episodio 10x04 (2014)
- Law & Order - Unità vittime speciali - serie TV, episodio 18x04 (2016)
- Desperate Housewives  - serie TV, episodio 8x21 (2012)

## Doppiatrici italiane
Nelle versioni in italiano dei suoi lavori, Brit Morgan è stata doppiata da:
- Ilaria Latini in Cold Case - Delitti irrisolti
- Laura Lenghi in Desperate Housewives
- Emanuela D'Amico in Criminal Minds
- Micaela Incitti in Due uomini e mezzo
- Benedetta Degli Innocenti in Riverdale
- Chiara Gioncardi in Law & Order - Unità vittime speciali
- Mattea Serpelloni in The Boys